# Ruperto Gascon
Ruperto Gascon, właśc. Ruperto Antonio Gascon Carreňo, także Ruperto „Chicho” Gascon (ur. 6 lipca 1965 w Ciudad Bolívar) – szermierz, trener reprezentacji Wenezueli w szermierce, w tym złotego medalisty olimpijskiego – Rubéna Limardo.

## Życiorys
Gascon urodził się w Ciudad Bolívar w Wenezueli jako syn wysokiego urzędnika państwowego. W młodości trenował piłkę nożną, lecz pod wpływem ojca, któremu nie podobało się, że jego syn po meczach pije alkohol, w wieku 16 lat zmienił dyscyplinę na szermierkę, z czasem walcząc w reprezentacji narodowej, lecz bez bardziej znaczących sukcesów.
Na studia wyjechał do Moskwy, ostatecznie jednak ukończył studia na Akademii Wychowania Fizycznego w Kijowie w 1990 lub 1993. Po studiach powrócił do Wenezueli, gdzie próbował zaangażować się w trenowanie młodzieży, niemniej studia ukończone w Związku Radzieckim przypięły mu łatkę komunisty i utrudniły podjęcie pracy. W związku z powyższym podjął się trenowania m.in. dzieci swojej siostry – Noris Gascon – w rodzinnym mieście Ciudad Bolívar. W 2000 roku poznał na turnieju szermierczym w USA Marka Julczewskiego – trenera szermierki w Piaście Gliwice, z którym początkowo podjął współpracę. Następnie Gascon zamieszkał w Łodzi, gdzie został trenerem Kolejarza Łódź oraz ściągnął dzieci siostry – Rubéna Limardo i Maríę Martínez, a także Wolfanga Mejiasa, późniejszych uczestników igrzysk olimpijskich.
Jednym z najważniejszych sukcesów trenerskich Gascona jest złoty medal Rubéna Limardo na igrzyskach olimpijskich w Londynie w 2012, zdobyty po 44 latach przerwy, podczas której wenezuelscy sportowcy nie zdobywali złotych medali na letnich igrzyskach olimpijskich. Ponadto Limardo pod pieczą Gascona został dwukrotnie wicemistrzem świata. Jego podopieczni odnoszą również liczne sukcesy na igrzyskach Ameryki Środkowej i Karaibów oraz igrzyskach panamerykańskich.
Od Letnich Igrzysk Olimpijskich 2016 Gascon nie otrzymuje pensji jako trener reprezentacji Wenezueli.
W 2018 przy ul. Stefana Jaracza 40 w Łodzi założył wraz z Rubénem Limardo klub KS Szpada Łódź.
Do trenowanych przez Gascona szermierzy i szermierek należeli: Dayana Martínez i María Martínez, Patrizia Piovesan, Lizze Asis, Eliana Lugo, Rubén Limardo, Kelvin Caña, Francisco Limardo, William Gascón, Eduardo Hernández, Carlos Mendoza i Jesús Limardo, Wolfgang Mejías.

### Życie prywatne
Jego żoną jest Justyna Michalak-Gascon, z którą mieszka w Tuliszkowie.

## Osiągnięcia trenerskie (zestawienie niepełne)

### Igrzyska olimpijskie
(1×): 2012, szpada indywidualnie

### Mistrzostwa świata
(2×): 2013, 2018 szpada indywidualnie